# Cölöpépítmény

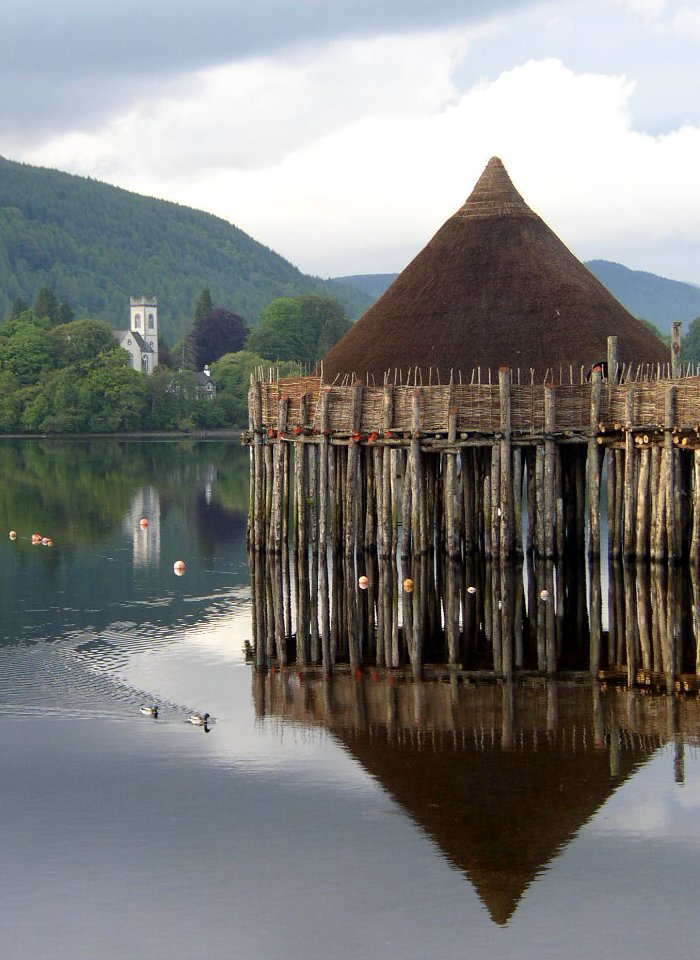
Egy crannóg rekonstrukciója (Loch Tay, Skócia)

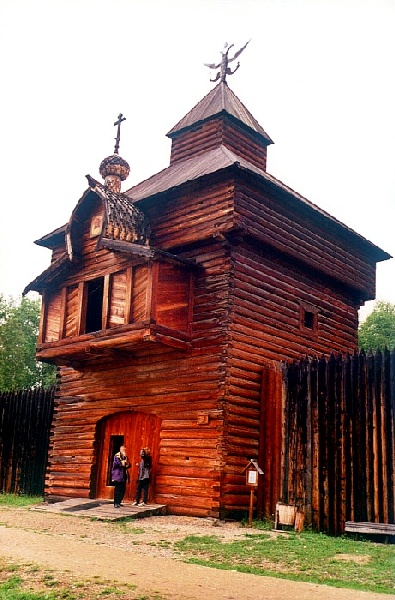
Cölöpvár Irkutszkban

A cölöpépítmény cölöpökön nyugvó lakóépület, mely jellemzően kis teherbírású talajon, vagy vízfolyás hatásának kitett környezetben épül.
Többnyire folyók, tavak partján, sekély mederben vagy esetleg mocsarak közelében épül. Svájcban és Észak-Itáliában már a újkőkorszakból származó cölöpépítmények nyomait is megtalálták. Magyarországi barlangokban is megtalálhatóak ősemberek  cölöpépítményeinek nyomai, melyek egyrészt a fentről csöpögő víz ellen, másrészt az eső után befolyó víz ellen nyújtottak menedéket.
Itáliában a vaskori kisebb népeknél ún. terramerékat építettek, melyek cölöpön nyugvó gerendákra épített kunyhók voltak. Szintén Itáliában, az appennini kultúrában épültek a palaffiták, melyek kör alaprajzúak voltak. (lásd: Italikus művészet)
A középkor folyamán Írországban és Skóciában is épültek hasonlók. A skót cölöpházakat crannógoknak nevezik. A szláv népeknél ún. mocsárvárakat emeltek. Az óceániai népeknél és a floridai indiánoknál is előfordul.
Velence városa is nagyrészt cölöpökre épült.
A cölöpös építésmód azon alapszik, hogy az alapokra nehezedő súly a talajra nehezedik a cölöpök által. A cölöpök talajtömörítő, teherviselő és -közvetítő szerepet töltenek be. A modern korban a cölöpök anyaga lehet beton, vasbeton vagy vas is a hagyományos fa mellett vagy helyett.